# Mycomya klossi
Mycomya klossi är en tvåvingeart som beskrevs av Edwards 1931. Mycomya klossi ingår i släktet Mycomya och familjen svampmyggor. Inga underarter finns listade i Catalogue of Life.